# Dominik Wörner
Dominik Wörner (* 1970 in Grünstadt) ist ein deutscher Sänger (Bassbariton) und Kirchenmusiker.

## Biografie
Dominik Wörner studierte an den Musikhochschulen in Stuttgart, Fribourg, Bern und Zürich Kirchenmusik (A-Examen), Gesang (Solistenklasse), Orgel (Solistenklasse) und Musikwissenschaft. Sein maßgeblicher Lehrer für Gesang war Jakob Stämpfli. Die Liedklasse bei Irwin Gage schloss er mit Auszeichnung ab.
2002 gewann er den Internationalen Johann-Sebastian-Bach-Wettbewerb in Leipzig im Fach Gesang sowie einen Sonderpreis des Leipziger Barockorchesters. Er musiziert mit Dirigenten wie Masaaki Suzuki und dem Bach Collegium Japan, Rudolf Lutz und der Bach-Stiftung St. Gallen, Sigiswald Kuijken, Andreas Reize, Philippe Herreweghe und dem Collegium Vocale Gent, Manfred Cordes und dem Weser-Renaissance Bremen oder Christophe Coin. Eine besondere Leidenschaft hegt er für den Liedgesang. Außerdem ist er Gründer und künstlerischer Leiter des Kirchheimer Konzertwinters in seiner pfälzischen Heimat.

## Diskografie (Auswahl)

### CD
Geistliche Musik
- Johann Sebastian Bach: Kantaten BWV 41, BWV 92, BWV 130. Mit dem Bach Collegium Japan unter der Leitung von Masaaki Suzuki. BIS (Vol. 33).
- Johann Sebastian Bach: Kantaten BWV 6, BWV 42, BWV 102, BWV 108. Mit dem Bach Collegium Japan unter der Leitung von Masaaki Suzuki. BIS (Vol. 36).
- Johann Sebastian Bach: Kantaten BWV 55, BWV 56, BWV 98, BWV 180. Unter der Leitung von Sigiswald Kuijken. Accent (Vol. 1).
- Johann Sebastian Bach: Kantaten BWV 17, BWV 35, BWV 164, BWV 179 unter der Leitung von Sigiswald Kuijken. Accent (Vol. 5).
- Johann Sebastian Bach: Solo-Kantaten für Bass BWV 82, BWV 158, BWV 56, BWV 203 mit il Gardellino, Ryo Terakado und Marcel Ponseele. Passacaille 2013.
- Johann Sebastian Bach: Dialogkantaten für Sopran & Bass  BWV 32, BWV 57, BWV 58. Mit Hana Blažíková (Sopran), Kirchheimer BachConsort unter der Leitung von Alfredo Bernardini. cpo, 2016.
- Johann Sebastian Bach: Solo-Kantaten für Bass BWV 82, BWV 158, BWV 56, Arien aus BWV 20, BWV 26, BWV 101 mit Zefiro, Alfredo Bernardini. Arcana 2019.
- Mozarts Gedaechtnis Feyer. Werke von Anton Teyber, Michael Haydn, Carl Cannabich. Neue Hofkapelle München unter der Leitung von Christoph Hammer. ORF.
- Christoph Graupner: Fagottkantaten: Hebet eure Augen auf gen Himmel GWV 1102/40; Jauchzet, ihr Himmel, freue dich, Erde GWV 1105/43; Jesu, mein Herr und Gott allein GWV 1109/37; Kehre wieder, du abtrünnige Israel GWV 1125/43; Ach bleib´ bei uns, Herr Jesu Christ GWV 1129/46; Wir werden Ihn sehen GWV 1169/49; Sergio Azzolini (Fagott), Monika Mauch (Sopran), Franz Vitzthum (Altus), Georg Poplutz (Tenor), Dominik Wörner, (Bass) Kirchheimer BachConsort, Florian Heyerick. cpo 2020.
- Christoph Graupner: Solo- und Dialog-Kantaten: Jesus ist und bleibt mein Leben GWV 1107/12; Gott ist für uns gestorben GWV 1152/16; Siehe, selig ist der Mensch, den Gott strafet GWV 1162/09; Diese Zeit ist ein Spiel der Eitelkeit GWV 1165/09; Süßes Ende aller Schmerzen GWV 1166/20. Mit Marie-Luise Werneburg (Sopran), Dominik Wörner (Bass), Kirchheimer BachConsort unter der Leitung von Rudolf Lutz. cpo, 2018
- Christoph Graupner: Epiphanias-Kantaten: Was Gott thut, das ist wohl gethan, er ist mein Licht, GWV 1114/43; Erwacht, ihr Heyden, GWV 1111/34; Die Waßer Wogen im Meer sind groß, GWV 1115/35; Was Gott thut, das ist wohl gethan, es bleibt gerecht sein Wille, GWV 1114/30; Gott, der Herr, ist Sonne und Schild, GWV 1114/54. Andrea Lauren Brown (Sopran), Kai Wessel (Altus), Georg Poplutz (Tenor), Dominik Wörner (Bass), Kirchheimer BachConsort, Sirkka-Liisa Kaakinen-Pilch (Leitung). cpo, 2017.
- Music form the Düben Collection. Dominik Wörner, (Bass), Kirchheimer DübenConsort, Jörg-Andreas Bötticher (Orgel und Leitung).Passacaille 2020. (Coproduktion mit Deutschlandfunk Kultur)
- Franz Philipp: Mater Dei. ensemble cantissimo unter der Leitung von Markus Utz. (Spektral 2008 in Co-Produktion mit dem SWR)
- Heinrich Schütz: Symphoniae Sacrae. La Chapelle Rhénane unter der Leitung von Benoît Haller. K617.
- Heinrich Schütz: Musikalische Exequien. La Chapelle Rhénane unter der Leitung von Benoît Haller. K617.

Lied
- Johannes Brahms: Die schöne Magelone. Dominik Wörner, Bassbariton und Masato Suzuki, Hammerflügel. ARS-Produktion.
- Gustav Mahler – Freunde und Zeitgenossen. Dominik Wörner, Bassbariton und Felicitas Strack, Klavier. ARS-Produktion.
- Franz Schubert: Winterreise. Dominik Wörner, Bassbariton und Christoph Hammer, Hammerflügel. ARS-Produktion.
- Franz Schubert: Schwanengesang. Dominik Wörner, Bassbariton und Christoph Hammer, Hammerflügel. ARS-Produktion.
- Hugo Wolf und der Wiener Jugendstil. Dominik Wörner, Bassbariton und Simon Bucher, Klavier. ARS-Produktion.
- Nordische Lieder. Dominik Wörner, Bassbariton und Simon Bucher, Klavier. ARS-Produktion.

Oper
- Jean-Jacques Rousseau: Le devin du village. „cantus firmus“ unter der Leitung von Andreas Reize. cpo.

### DVD
- Johann Sebastian Bach: Gleichwie der Regen. Kantate BWV 18. Nuria Rial (Sopran), Makoto Sakurada (Tenor), Dominik Wörner (Bass), Chor und Orchester der J. S. Bach-Stiftung mit Norbert Zeilberger (Orgel), Rudolf Lutz (Leitung). Samt Einführungsworkshop sowie Reflexion von Hans Jecklin. Gallus Media, St. Gallen 2010.
- Johann Sebastian Bach: Erfreut euch, ihr Herzen. Kantate BWV 66. Alex Potter (Altus), Julius Pfeifer (Tenor), Dominik Wörner (Bass), Chor und Orchester der J. S. Bach-Stiftung mit Norbert Zeilberger (Orgel), Rudolf Lutz (Leitung). Samt Einführungsworkshop sowie Reflexion von Gottlieb F. Höpli. Gallus Media, St. Gallen 2012.
- Johann Sebastian Bach: Was soll ich aus dir machen, Ephraim. Kantate BWV 89. Nuria Rial (Sopran), Markus Forster (Altus), Raphael Höhn (Tenor), Dominik Wörner (Bass). Chor und Orchester der J. S. Bach-Stiftung, Rudolf Lutz (Leitung). Samt Einführungsworkshop sowie Reflexion von Thomas Cerny. Gallus Media, 2014.
- Johann Sebastian Bach: Halt im Gedächtnis Jesum Christ. Kantate BWV 67. Margot Oitzinger (Alt), Bernhard Berchtold (Tenor), Dominik Wörner (Bass). Chor und Orchester der J. S. Bach-Stiftung, Rudolf Lutz (Leitung). Samt Einführungsworkshop sowie Reflexion von Manfred Koch. Gallus Media, 2015.[1]
- Johann Sebastian Bach: Was frag ich nach der Welt. Kantate BWV 94. Nuria Rial (Sopran), Margot Oitzinger (Alt), Daniel Johannsen (Tenor), Dominik Wörner (Bass); Chor und Orchester der J. S. Bach-Stiftung, Rudolf Lutz. Samt Einführungsworkshop sowie Reflexion von Manfred Papst. Gallus Media, 2015.[2]
- Johann Sebastian Bach: Er rufet seinen Schafen mit Namen. Kantate BWV 175. Marianne Beate Kielland (Alt), Georg Poplutz (Tenor), Dominik Wörner (Bass); Chor und Orchester der J. S. Bach-Stiftung, Rudolf Lutz (Leitung und Cembalo). Samt Einführungsworkshop sowie Reflexion von Rüdiger Safranski. Gallus Media, 2016.
- Johann Sebastian Bach: Ein ungefärbt Gemüte. Kantate BWV 24. Marianne Beate Kielland (Sopran), Daniel Johannsen (Tenor), Dominik Wörner (Bass); Chor und Orchester der J. S. Bach-Stiftung, Rudolf Lutz (Leitung.) Samt Einführungsworkshop sowie Reflexion von Aleida Assmann. Gallus Media, 2017.[3]